# Christian Ludwig Thomas
Christian Ludwig Thomas (* 29. März 1848 in Frankfurt am Main; † 16. Dezember 1913 ebenda) war ein deutscher Architekt, Archäologe und Königlicher Baurat.

## Ausbildung
Christian Ludwig Thomas studierte an der Technischen Hochschule Karlsruhe und an der Technischen Hochschule (Berlin-)Charlottenburg. In Karlsruhe wurde er Mitglied der Burschenschaft Teutonia. In der Zeit nahm er am Deutsch-Französischen Krieg 1870/71 teil. Nach Beendigung seiner Studien arbeitete Thomas kurze Zeit bei der Oberhessischen Eisenbahn-Gesellschaft. Von 1875 bis 1885 war er selbstständiger Architekt in Frankfurt und widmete sich anschließend der Archäologie. Im selben Jahr (1875) trat er der Frankfurt Freimaurerloge „Zur Einigkeit“ bei.

## Archäologie
Thomas war beteiligt an der Ausgrabung der römischen Villa bei der Günthersburg im Frankfurter Nordend. Des Weiteren wirkte er an Ausgrabungen in Heddernheim und in der Altstadt mit. Dabei lokalisierte Thomas zwischen 1904 und 1906 die älteste Frankfurter Stadtmauer aus ottonischer Zeit, die er aufgrund damals noch unzureichender Kenntnisse der Keramik und Stratigraphie der Altstadt den Karolingern zuschrieb.

## Schriften
Thomas tätigte viele Veröffentlichungen im Gebiet der Vor- und Frühgeschichte, unter anderem:
- Untersuchungen zweier Taunus-Ringwälle. 1894 (Online).
- Töpferöfen in der Römerstadt bei Heddernheim. 1894.
- Die Ausgrabungen im Domhof und auf dem Weckmarkt. 1898.
- Das älteste Frankfurt am Main. 1897.
- Zur römischen Niederlassung auf dem Boden der Frankfurter Altstadt. 1901.
- Steinerne Wurfgeschosse aus der Zeit der Belagerung von 1552. 1901.
- Das römische Villengebäude bei der Güntersburg und die Bornburg. Knauer, Frankfurt am Main 1903.
- Die Ringwälle im Quellgebiet der Bieber im Spessart. 1905.
- Der Ringwall über der Heidetränk-Talenge. In: Nassauische Annalen. Band 36, 1906, S. 212–247.